# گیتانو استرابا
پرنس گیتانو استرابا دی جاردینلی (ایتالیایی: ‎Prince Gaetano Starrabba di Giardinelli‎؛ زادهٔ ۳ دسامبر ۱۹۳۲ در پالرمو، سیسیل) رانندهٔ سابق مسابقات اتومبیل‌رانی فرمول یک اهل ایتالیا است که در فصل ۱۹۶۱ در مجموع در یک گراند پری شرکت کرد، اما موفق به کسب هیچ امتیازی نشد.